# Brice Depasse
Pour les articles homonymes, voir Depasse.
Brice Depasse, né le 26 décembre 1962 à Morlanwelz (province de Hainaut) est un journaliste et animateur belge, connu pour la séquence quotidienne qu'il écrit et présente quotidiennement sur Nostalgie depuis 2001. Il a également publié de nombreux articles dans la presse écrite (L'Avenir, Télépro et Ciné Télé Revue) ainsi que des monographies et biographies. Il habite Bruxelles depuis 2014.

## Jeunesse
Brice Depasse naît le 26 décembre 1962 à Morlanwelz. Il suit ses études au Collège Notre-Dame de Bon Secours à Binche dont sa famille est originaire, puis obtient un diplôme de licencié en droit à l'Université catholique de Louvain. En 1987, il est élu président de l'Assemblée générale des étudiants de Louvain. Au cours de ses études, il anime ses premières émissions dans une radio libre dont le studio était monté dans un placard à balai.

## Radio
Entre 1999 et 2001, il participe à la création de deux radios nationales dont il dirige l'antenne : Joker FM et Contact2 du groupe Radio Contact où il commence à animer des émissions de référence musicale.
En 2001, il commence à animer La Story, sur Nostalgie, à laquelle sont venues s'ajouter d'autres séquences quotidiennes : Pop Culture, Ça s'est passé près de chez vous, Le saviez-vous ?, L'Instant Nostalgie et depuis la rentrée 2023 Ca s'est passé aujourd'hui
Le 2 mars 2014, à l'occasion des célébrations du centenaire de la radio en Belgique, il co-anime avec Marc Ysaye une émission spéciale intitulée Les classiques de légende. Diffusée en direct à la fois sur les antennes de Classic 21 et de Nostalgie (Wallonie), cette émission constitue un fait unique dans l'histoire de ces deux stations.
Automne 2021, à l'occasion du vingtième anniversaire de sa séquence La Story, il publie une bande dessinée avec l'illustrateur français Aurélien Baudinat, dans laquelle il romance la véritable rencontre de Dan Lacksman avec les Beatles à Londres en 1968.
La même saison voit également le lancement d'une déclinaison de La Story en Escape Game urbain. Une célèbre plateforme propose ainsi de découvrir le côté pop culture de Bruxelles ville avec Brice Depasse en narrateur et maître du jeu.

## Internet
En 2005, il crée un blog podcast d'après le titre de sa séquence sur Nostalgie (Wallonie), Lire est un plaisir, sur Skynet où il interviewe les écrivains qui font l’actualité.
Au cours des années 2010, il anime plusieurs séries de séquences et reportages destinés aux réseaux sociaux comme La Story en vidéo et Sur les traces de...

## Télévision
De 2009 à 2012, Brice Depasse anime une émission sur Liberty TV, une chaîne du câble et satellite. Dans l'hebdomadaire Livre de Bord, il traite, en compagnie de son épouse, Nicky Depasse (journaliste au quotidien Le Monde), de l'actualité du livre et reçoit des auteurs.
En 2018, il est le narrateur du documentaire King of Clubs sur la vie du producteur Jean van Loo diffusé sur France 3 et les chaînes de la RTBF.
À partir de 2019, date de création de LN24, il est régulièrement invité sur la chaîne info belge pour parler de l'actualité de la musique rock.
En 2021, il témoigne dans le documentaire Plastic Bertrand, L'histoire d'un rêve diffusé sur RTL TVI.
À partir de décembre 2023, il écrit et présente The Great Songwriters, une émission hebdomadaire de soixante minutes diffusée le lundi en début de soirée sur Pickx+. Chaque semaine, un célèbre  artiste pop anglo-saxon y fait part de ses recettes utilisées pour écrire des chansons devenues légendaires. Brice Depasse encadre ses propos ainsi que l'interprétation exclusive de chansons, par la narration de la biographie de ces artistes parmi lesquels Barry Gibb, Norah Jones, Seal et Noel Gallagher. L'émission est rediffusée jusqu'au samedi à différents horaires puis disponible en streaming.

## Ouvrages
- Brice Depasse, Destins brisés, Waterloo, La Renaissance du livre, 2012, 265 p. (ISBN 978-2-507-05069-6, lire en ligne)
- Brice Depasse, Légendes, Bruxelles, Lamiroy, 2014 (ISBN 978-2-87595-033-8)
- Brice Depasse, Grand Jojo, Tout va très bien, Waterloo, Renaissance du Livre, 2015 (ISBN 978-2-507-05193-8)
- Brice Depasse et Christophe Corthouts, Frédéric François, C'est mon histoire, Waterloo, Renaissance du Livre, 2016 (ISBN 978-2-507-05292-8)
- Brice Depasse, La Story, Le meilleur de la légende, Waterloo, Renaissance du Livre, 2016 (ISBN 978-2-507-05415-1)
- Brice Depasse, Ob-La-Di Ob-La-Dan, Bruxelles, Lamiroy, 2018 (ISBN 978-2-87595-120-5)
- Brice Depasse, Les Enfants de la Lune, Bruxelles, Lamiroy, 2019 (ISBN 978-2-87595-223-3)
- Brice Depasse, La Story Tome 2, Waterloo, Renaissance du Livre, 2020, 528 p. (ISBN 978-2-507-05693-3)
- Brice Depasse, Bob Marley, Des paroles dures et militantes au message d'amour universel[19], Bruxelles, Lamiroy, 2021, 50 p. (ISBN 978-2-87595-484-8, lire en ligne)
- Brice Depasse, Le Grand Jojo, Le zwanzeur de Mexico, Bruxelles, Lamiroy, 2023, 50 p. (ISBN 978-2-87595-811-2)
- Brice Depasse, Nos années 80, Bruxelles, Chronica, 2023, 216 p. (ISBN 978-2-931-11522-0)

## Ouvrages collectifs
- Brice Depasse, Philippe Caufriez et Nicolas Gaspard, 100 ans de radio en Belgique, Waterloo, Renaissance du Livre, 2013 (ISBN 978-2-507-05173-0)
- Brice Depasse, Jacques Mercier, Adeline Dieudonné, Henri Vernes, Isabelle Wéry, Maxime Damo, Véronique Bergen, Bernard Swysen, Cécile Hupin, Alain Doucet, Géraldine Martin et Stefan Liberski, Cinq mille mots serrés comme un café italien, Bruxelles, Lamiroy, 2019 (ISBN 978-2-87595-231-8)
- Brice Depasse, Julie Gabellini, Sylvie Roge, Ralph Vendôme, Stéphane Custers, Kate Milie, Thibaud Lodewyckx, Alfredo Diaz Perez, Evelyne Wilwerth, Patryck de Froidmont et Hugues Hausman, La Joconde, Bruxelles, Lamiroy, 2021 (ISBN 978-2-87595-534-0)
- Brice Depasse et 50 autres témoins, Gilles Verlant, Bruxelles, Lamiroy, 2023 (ISBN 978-2-87595-870-9)

## Participations et préfaces
- Jacques de Pierpont, Alain Poncelet et Patchouli, Motörbook, Bruxelles, Lamiroy, 2017 (ISBN 978-2-87595-106-9)
- Christophe Charlot, La Belgique de Michael Jackson, Bruxelles, Chronica, 2019 (ISBN 978-2-9601429-4-5)
- Bernard Suin, Dé-lis Dé-criture, Cuvée 2021, Charleroi, 2021 (ISBN 978-2-9602711-1-9)
- Brice Cornet, Comment j'ai réussi mes échecs ?, Barchon, L'attitude des héros, 2022 (ISBN 978-2-931000-18-2)

## Bandes dessinées
- La Story Nostalgie, Londres 1968[9], Chronica, Bruxelles, décembre 2021
Scénario : Brice Depasse - Dessin et couleurs : Aurélien Baudinat -  (ISBN 978-2-931-11503-9)

### Articles
- Brice Depasse (interviewé par Matthieu Matthys), « Brice Depasse : « J’ai grandi grâce à la bande dessinée » », Le Suricate,‎ 30 novembre 2021 (lire en ligne, consulté le 30 décembre 2024).